# جوزيه بيلدن
جوزيه بيلدن هو سياسي أمريكي، ولد في 1815 في كونيتيكت في الولايات المتحدة، وتوفي في 1892. انتخب عمدة سان خوسيه ‏ (1850 – 1851).